# Landhockey vid olympiska sommarspelen 1972
Olympiska sommarspelen 1972, endast för män, var de tjugonde i ordningen i modern tid och genomfördes i München i Västtyskland mellan den 26 augusti och den 11 september 1972. Vid prisutdelningen för spelen i landhockey utbröt det tumult: Det var första gången som en guldmedalj inte vunnits av antingen Pakistan eller Indien, och vid prisutdelningsceremonin kastade Pakistan sina silvermedaljer på golvet och vände ryggen till när den tyska nationalsången spelade.
Efter det inträffade vid prisutdelningen beslutade IOK att permanent stänga av Pakistan från OS, men efter att president Zulfikar Ali Bhutto bett om ursäkt till Tyskland benådades laget 1976.

## Medaljfördelning
| Event               | Guld | Silver | Brons |
| Herrarnas turnering | Västtyskland Wolfgang Baumgart Horst Drose Dieter Freise Werner Kaessmann Carsten Keller Detlev Kittstein Ulrich Klaes Peter Kraus Michael Krause Michael Peter Wolfgang Rott Fritz Schmidt Rainer Seifert Wolfgang Strodter Eckart Suhl Eduard Thelen Peter Trump Ulrich Vos | Pakistan Rashid Abdul Akhtar Rasool Ul Akhtar Jahangir Butt Ur Fazal Islahuddin Siddique Mohammad Asad Malik Shahnaz Sheikh Munawwaruz Zaman Ahmad Riaz Saeed Anwar Saleem Sherwani Iftikar Syed Mudassar Syed Zahid Sheikh | Indien B.P. Govinda Charles Cornelius Manuel Frederick Michael Kindo Ashok Kumar M.P. Ganesh Krishnamurty Perumal Ajitpal Singh Harbinder Singh Harcharan Singh Harmik Singh Kulwant Singh Mukhbain Singh Virinder Singh |

## Medaljtabell
| Pl. | Nation       | Guld | Silver | Brons | Totalt |
| --- | ------------ | ---- | ------ | ----- | ------ |
| 1   | Västtyskland | 1    | 0      | 0     | 1      |
| 2   | Pakistan     | 0    | 1      | 0     | 1      |
| 3   | Indien       | 0    | 0      | 1     | 1      |

## Grupper
Turneringen innehöll tolv lag i två grupper.
| Grupp A: - Västtyskland - Pakistan - Malaysia - Spanien - Belgien - Frankrike - Argentina - Uganda | Grupp B: - Indien - Nederländerna - Storbritannien - Australien - Nya Zeeland - Polen - Kenya - Mexiko |

Då alla lagen mött varandra gick de två bäst placerade vidare till semifinalerna.

## Lagen

### Västtyskland
Västtyskland tog guld.
- Lagsammansättning: Wolfgang Baumgart, Horst Dröse, Dieter Freise, Michael Krause, Carsten Keller, Ulrich Klaes, Peter Kraus, Detlev Kittstein, Michael Peter, Uli Vos, Peter Trump, Eckart Suhl, Fritz Schmidt, Eduard Thelen, Wolfgang Rott, Rainer Seifert, Werner Kaessmann, Wolfgang Strödter

### Pakistan
Pakistan tog silver.
- Lagsammansättning: Saleem Sherwani, Akhtarul Islam, Munawaruz Zuman, Saeed Anwar, Riaz Ahmed, Fazalur Rehman, Islahud Din, Muhammed Shahnaz, Mudassar Asghar, Abdur Rashid, Asad Malik, Rasool Akhtar, Jahangir Butt, lftikhar Ahmed

### Indien
Indien tog brons.
- Lagsammansättning: Frederick Manuel, Singh Mukhbain, Kindo Michael, Krishna Murtay Perumal, Singh Ajitpal, Singh Harmik, Ganesh Mollerappovayya, Singh Harbinder, Kumar Ashok, Singh Harcharn, Singh Kulwant, Govin Billimogaputtaswamy, Singh Virinder, Cornelius Charles

## Resultat

### Grupp A
| Nr | Lag          | S | V | O | F | GM | IM | MS  | P  |
| -- | ------------ | - | - | - | - | -- | -- | --- | -- |
| 1  | Västtyskland | 7 | 6 | 1 | 0 | 17 | 5  | +12 | 13 |
| 2  | Pakistan     | 7 | 5 | 1 | 1 | 17 | 6  | +11 | 11 |
| 3  | Malaysia     | 7 | 4 | 1 | 2 | 8  | 7  | +1  | 9  |
| 4  | Spanien      | 7 | 2 | 4 | 1 | 9  | 8  | +1  | 8  |
| 5  | Belgien      | 7 | 2 | 1 | 4 | 8  | 14 | −6  | 5  |
| 6  | Frankrike    | 7 | 2 | 0 | 5 | 6  | 13 | −7  | 4  |
| 7  | Argentina    | 7 | 0 | 3 | 4 | 4  | 9  | −5  | 3  |
| 8  | Uganda       | 7 | 0 | 3 | 4 | 6  | 13 | −7  | 3  |

| Hemma \ Borta | Argentina | Belgien | Frankrike | Malaysia | Pakistan | Spanien | Uganda | Västtyskland |
| Argentina     | —         | —       | —         | —        | —        | —       | 0–0    | —            |
| Belgien       | 1–1       | —       | 1–0       | 2–4      | —        | —       | 2–0    | —            |
| Frankrike     | 1–0       | –       | —         | 0–1      | —        | —       | 3–1    | —            |
| Malaysia      | 1–0       | —       | —         | —        | —        | —       | 3–1    | —            |
| Pakistan      | 3–1       | 3–1     | 3–0       | 3–0      | —        | 1–1     | 3–1    | 1–2          |
| Spanien       | 1–1       | 1–0     | 3–2       | 0–0      | —        | —       | 2–2    | —            |
| Uganda        | —         | —       | —         | —        | —        | —       | —      | —            |
| Västtyskland  | 2–1       | 5–1     | 4–0       | 1–0      | —        | 2–1     | 1–1    | —            |

### Grupp B
| Nr | Lag            | S | V | O | F | GM | IM | MS  | P  |
| -- | -------------- | - | - | - | - | -- | -- | --- | -- |
| 1  | Indien         | 7 | 5 | 2 | 0 | 25 | 8  | +17 | 12 |
| 2  | Nederländerna  | 7 | 5 | 1 | 1 | 20 | 9  | +11 | 11 |
| 3  | Storbritannien | 7 | 4 | 1 | 2 | 15 | 10 | +5  | 9  |
| 4  | Australien     | 7 | 3 | 2 | 2 | 18 | 8  | +10 | 8  |
| 5  | Nya Zeeland    | 7 | 2 | 3 | 2 | 16 | 11 | +5  | 7  |
| 6  | Polen          | 7 | 2 | 2 | 3 | 12 | 12 | 0   | 6  |
| 7  | Kenya          | 7 | 1 | 1 | 5 | 8  | 17 | −9  | 3  |
| 8  | Mexiko         | 7 | 0 | 0 | 7 | 1  | 40 | −39 | 0  |

| Hemma \ Borta  | Australien | Indien | Kenya | Mexiko | Nederländerna | Nya Zeeland | Polen | Storbritannien |
| Australien     | —          | 1–3    | 3–1   | 10–0   | 2–3           | 0–0         | 1–0   | 1–1            |
| Indien         | —          | —      | 3–2   | 8–0    | 1–1           | 3–2         | 2–2   | 5–0            |
| Kenya          | —          | —      | —     | 2–1    | —             | 2–2         | 0–1   | 0–2            |
| Mexiko         | —          | —      | —     | —      | —             | —           | —     | —              |
| Nederländerna  | —          | —      | 5–1   | 4–0    | —             | 2–0         | 4–2   | 1–3            |
| Nya Zeeland    | —          | —      | —     | 7–0    | —             | —           | 3–3   | 2–1            |
| Polen          | —          | —      | —     | 3–0    | —             | —           | —     | 1–2            |
| Storbritannien | —          | —      | —     | 6–0    | —             | —           | —     | —              |

### Slutspel

#### Slutspelsträd

##### Spel om första- till fjärdeplats
|  | Semifinal | Semifinal     | Semifinal |  |  | Final      | Final         | Final      |
|  |           |               |           |  |  |            |               |            |
|  | A1        | Västtyskland  | 3         |  |  |            |               |            |
|  | B2        | Nederländerna | 0         |  |  |            |               |            |
|  |           |               |           |  |  | A1         | Västtyskland  | 1          |
|  |           |               |           |  |  | A2         | Pakistan      | 0          |
|  | A2        | Pakistan      | 2         |  |  |            |               |            |
|  | B1        | Indien        | 0         |  |  | Bronsmatch | Bronsmatch    | Bronsmatch |
|  |           |               |           |  |  |            |               |            |
|  |           |               |           |  |  | B2         | Nederländerna | 1          |
|  |           |               |           |  |  | B1         | Indien        | 2          |

##### Spel om femte- till åttondeplats
|  | Semifinal | Semifinal      | Semifinal |  |  | Match om femteplats  | Match om femteplats  | Match om femteplats  |
|  |           |                |           |  |  |                      |                      |                      |
|  | B4        | Australien     | 2         |  |  |                      |                      |                      |
|  | A3        | Malaysia       | 1         |  |  |                      |                      |                      |
|  |           |                |           |  |  | B4                   | Australien (e.fl)    | 2                    |
|  |           |                |           |  |  | B3                   | Storbritannien       | 1                    |
|  | B3        | Storbritannien | 2         |  |  |                      |                      |                      |
|  | A4        | Spanien        | 0         |  |  | Match om sjundeplats | Match om sjundeplats | Match om sjundeplats |
|  |           |                |           |  |  |                      |                      |                      |
|  |           |                |           |  |  | A3                   | Malaysia             | 1                    |
|  |           |                |           |  |  | A4                   | Spanien              | 2                    |

#### Semifinaler
7 september 1972
- Australien – Malaysia 2-1 (0-1)
- Storbritannien – Spanien 2-0 (1-0)

8 september 1972
- Västtyskland – Nederländerna 3-0 (1-0)
- Pakistan – Indien 2-0 (2-0)

#### Bronsmatch
10 september 1972
| Nederländerna  | 1 – 2 (1 – 1) | Indien                          | 10:00 Hockey Facility Olympic Park, München Ref: Osvaldo Pensosi (ITA) och Bernard Valette (FRA) |
| Ties Kruize 6' |               | Govinda Billimogaputtaswamy 15' | 10:00 Hockey Facility Olympic Park, München Ref: Osvaldo Pensosi (ITA) och Bernard Valette (FRA) |
|                |               | Singh Mukhbain 70'              |                                                                                                  |

#### Final
10 september 1972
| Västtyskland       | 1 - 0 (0 - 0) | Pakistan | 12:00 Hockey Facility Olympic Park, München Ref: Horacio Servetto (ARG) och Richard Jewell (AUS) |
| Michael Krause 60' |               |          | 12:00 Hockey Facility Olympic Park, München Ref: Horacio Servetto (ARG) och Richard Jewell (AUS) |